# Окулярник малаїтський
Окулярник малаїтський (Zosterops stresemanni) — вид горобцеподібних птахів родини окулярникових (Zosteropidae). Ендемік Соломонових Островів. Вид названий на честь німецького орнітолога Ервіна Штреземана.

## Опис
Довжина птаха становить 13,5 см. Самці важать 22,2 г, самки 21,7 г. Верхня частина тіла і боки оливкові, тім'я сіро-коричневе, крила бурі з широкими жовтуватими краями. Горло і груди світло-оливково-зелені. Живіт і нижня частина хвоста жовті. Очі карі, лапи зеленувато-сірі. Білі кільця навколо очей відсутні, темна область навколо очей не покрита пір'ям.

## Поширення і екологія
Малаїтські окулярники є ендеміками острова Малаїта. Вони живуть в рівнинних і гірських тропічних лісах.